# Viamata Saddle
Der Viamata Saddle (englisch; bulgarisch седловина Виамата sedlowina Wiamata) ist ein 600 m hoher Bergsattel auf der Brabant-Insel im Palmer-Archipel westlich der Antarktischen Halbinsel. Er verbindet 6,53 km südsüdöstlich des Virchow Hill, 3,35 km südwestlich des Mount Cabeza, 7,67 km westnordwestlich des Petroff Point und 1 km nordnordöstlich des Regianum Peak den Stavertsi Ridge im Ostnordosten mit den Stribog Mountains im Westsüdwesten. Er ist Teil der Wasserscheide zwischen dem Paré-Gletscher im Nordwesten und dem Teil des Eisschilds, der nach Ostsüdosten in die Hill Bay mündet.
Britische Wissenschaftler kartierten ihn 1980 und 2008. Die bulgarische Kommission für Antarktische Geographische Namen benannte ihn 2015 nach dem Römerlager Viamata im Süden Bulgariens.